# Außerordentliche Wahl zum Senat der Vereinigten Staaten in Alabama 2017
Die außerordentliche Senatswahl in Alabama am 12. Dezember 2017 bestimmte den Nachfolger des US-Justizministers Jeff Sessions in seinem früheren Mandat im Senat der Vereinigten Staaten für den Bundesstaat Alabama. Für die Republikaner trat der frühere Richter Roy Moore, für die Demokraten der frühere Staatsanwalt Doug Jones an. Nachdem Vorwürfe öffentlich geworden waren, dass Moore um das Jahr 1980 herum Minderjährige belästigt habe, galt das Rennen als völlig offen.
Jones setzte sich mit wenigen zehntausend Stimmen Unterschied gegen Moore durch.

## Hintergrund und Durchführung
Sessions, der diesen Senatssitz seit 1997 innegehabt hatte, wurde im Februar 2017 als United States Attorney General (Justizminister) im Kabinett von Donald Trump nominiert. Im politischen System der USA herrscht gemäß der in Artikel 1 der Verfassung der Vereinigten Staaten verankerten Ineligibility Clause eine strikte Trennung von Amt und Mandat, weshalb Sessions seinen Senatssitz aufgeben musste. Da Sessions’ Mandat noch bis zum 3. Januar 2021 gedauert hätte, wurde eine außerordentliche Wahl zur Neubesetzung seines Senatssitzes notwendig. Daher setzte der damalige Gouverneur Robert J. Bentley eine außerordentliche Nachwahl für diesen Senatssitz an und ernannte für die Zeit bis dahin als Interimsnachfolger Sessions’ am 9. Februar 2017 Luther Strange, den damaligen Attorney General des Staates Alabama, übergangsweise zum Senator. Als Termin für die Nachwahl setzte Bentley ursprünglich den ersten November-Dienstag als in den USA allgemein üblichen Wahltag, also den 6. November 2017, an, was seine Nachfolgerin Kay Ivey im April auf den 12. Dezember 2017 verschob.
Strange bemühte sich um die Nominierung seiner Partei für die Nachwahl, verlor jedoch die Vorwahl der Republikaner am 26. September 2017 gegen Roy Moore, einen ehemaligen Richter am obersten Gerichtshof des Bundesstaates. Moore traf auf den ehemaligen Bundesstaatsanwalt für den nördlichen Distrikt Alabamas, Doug Jones, der sich als Kandidat in den Vorwahlen der Demokraten durchgesetzt hatte. Auf dem Wahlzettel wurden nur Moore und Jones aufgeführt. Andere Kandidaten qualifizierten sich nicht für die Wahl. Für andere Kandidaten konnte jedoch trotzdem gestimmt werden, indem deren Name auf dem Wahlzettel vermerkt wird („Write-in candidate“).

## Umfragen
Mit einem Cook Partisan Voting Index von R+15 gilt Alabama als sehr sicherer Staat für die Republikaner. Der bisherige Amtsinhaber Jeff Sessions hatte die Senatswahlen in Alabama seit seinem Amtsantritt im Jahr 1996 mit großem Abstand gewonnen. Bei der letzten Wahl im Jahr 2014 hatten die Demokraten auf die Aufstellung eines Gegenkandidaten verzichtet.
Moore hatte vor dem 9. November im Schnitt mit 48:42 Prozent geführt und damit bereits deutlich knapper als für einen republikanischen Kandidaten üblich. An diesem Tag veröffentlichte die Washington Post die Aussage einer Frau, sie sei 1979 als 14-Jährige von Moore zu sexuellen Handlungen verleitet worden. In einer ersten Umfrage am Tag nach Bekanntwerden der Missbrauchsvorwürfe, bei der 82 Prozent der Teilnehmer angaben, von den Anschuldigungen erfahren zu haben, lag Moore mit dem demokratischen Gegenkandidaten gleichauf bei 46 Prozent. Zugleich erklärten 54 Prozent (und 73 der Republikaner), Moore solle seine Kandidatur aufrechterhalten. Die Umfragen seit Bekanntwerden der Vorwürfe sahen mal den einen und mal den anderen Kandidaten in Führung. Weil die Wahlbeteiligung bei Nachwahlen generell schwer einzuschätzen ist und bei den außerordentlichen Umständen dieser Wahl im Besonderen, gelten die Umfragen als wenig aussagekräftiger Indikator für das Ergebnis.
| Quelle                       | Erhebungszeitraum               | Stichprobe | Fehler- toleranz | Roy Moore (R) | Doug Jones (D) | Andere | Unentschieden |
| ---------------------------- | ------------------------------- | ---------- | ---------------- | ------------- | -------------- | ------ | ------------- |
| Washington Post/Schar School | 27.–30. November 2017           | 739        | ± 4,5 %          | 47 %          | 50%            | 3 %    | –             |
| Change Research              | 26.–27. November 2017           | 1868       | –                | 49%           | 44 %           | –      | 7 %           |
| Emerson College              | 25.–27. November 2017           |            |                  | 50%           | 44 %           | –      | 6 %           |
| WBRC-TV/Strategy Research    | 20. November 2017               | 3000       | ± 2,0 %          | 47%           | 45 %           | 3 %    | 5 %           |
| WT&S Consulting (R)          | 18.–20. November 2017           | 11.641     | ± 1,2 %          | 46%           | 40 %           | –      | 13 %          |
| Change Research              | 15.–16. November 2017           | 2090       |                  | 43 %          | 46 %           | –      | 11 %          |
| Fox News                     | 13.–15. November 2017           | 649 LV     | ±3,5 %           | 42 %          | 50 %           | 2 %    | 7 %           |
| Fox News                     | 13.–15. November 2017           | 823 RV     | ±3,0 %           | 40 %          | 49 %           | 2 %    | 7 %           |
| FOX10 News/Strategy Research | 13. November 2017               | 3000       | ±2,0 %           | 49 %          | 43 %           | –      | 8 %           |
| NRSC (R)                     | 12.–13. November 2017           | 500        |                  | 39 %          | 51 %           | –      | 10 %          |
| WT&S Consulting (R)          | 11. November 2017               | 1536       | ±3,3 %           | 50 %          | 40 %           | –      | 11 %          |
| Emerson College              | 9.–11. November 2017            | 600        | ±3,9 %           | 49 %          | 40 %           | –      | 11 %          |
| JMC Analytics (R)            | 9.–11. November 2017            | 575        | ± 4,1 %          | 42 %          | 46 %           | 2 %    | 6 %           |
| Change Research              | 9.–11. November 2017            | 1855       |                  | 44 %          | 40 %           | 3 %    | 13 %          |
| Google Consumer Surveys      | 9.–11. November 2017            | 534        | ±4,2 %           | 52 %          | 49 %           | –      | –             |
| Gravis Marketing             | 10. November 2017               | 478        | ±4,5 %           | 48 %          | 46 %           | –      | 6 %           |
| WT&S Consulting (R)          | 9. November 2017                | 1354       | ±3,5 %           | 50 %          | 39 %           | –      | 11 %          |
| Opinion Savvy                | 9. November 2017                | 515        | ±4,3 %           | 46 %          | 46 %           | 4 %    | 4 %           |
| WBRC-TV/Strategy Research    | 19. Oktober – 8. November 2017  | 2200       | ±2,0 %           | 51 %          | 40 %           | –      | 9 %           |
| NRSC (R)                     | 6.–7. November 2017             |            |                  | 51 %          | 42 %           | –      | 8 %           |
| Axis Research (R-SLF)        | 24.–26. Oktober 2017            | 503        | ±4,5 %           | 56 %          | 39 %           | –      | 5 %           |
| FOX10 News/Strategy Research | 23. Oktober 2017                | 3000       | ±3,0 %           | 52 %          | 41 %           | –      | 7 %           |
| WBRC-TV/Strategy Research    | 16. Oktober 2017                | 3000       | ±2,5 %           | 51 %          | 40 %           | –      | 9 %           |
| Fox News                     | 14.–16. Oktober 2017            | 801        | ±3,5 %           | 42 %          | 42 %           | 3 %    | 11 %          |
| NRSC (R)                     | 3.–5. Oktober 2017              |            |                  | 53 %          | 37 %           | –      | 10 %          |
| Cygnal/L2                    | 2.–5. Oktober 2017              | 497        | ±4,4 %           | 49 %          | 41 %           | –      | 9 %           |
| JMC Analytics (R)            | 30. September – 1. Oktober 2017 | 500        | ±4,4 %           | 48 %          | 40 %           | 1 %    | 11 %          |
| Opinion Savvy                | 27.–28. September 2017          | 590        | ±4,0 %           | 50 %          | 45 %           | –      | 5 %           |
| Google Consumer Surveys      | 22.–25. September 2017          | 451        | ±4,0 %           | 58 %          | 42 %           | –      | 0 %           |
| Emerson College              | 21.–23. September 2017          | 519        | ±4,3 %           | 52 %          | 30 %           | –      | 18 %          |
| Emerson College              | 8.–9. September 2017            | 416        | ±4,8 %           | 44 %          | 40 %           | –      | 16 %          |
| Google Consumer Surveys      | 15.–17. Mai 2017                | 335        | ±5,2 %           | 56 %          | 44 %           | –      | 0 %           |